# Муратов, Николай Павлович
Николай Павлович Муратов (25 января [6 февраля] 1867, Юраково, Рязанская губерния — 1930-е годы) — камергер, губернатор тамбовский (1906—1912) и курский (1912—1915). Брат актрисы Елены Муратовой.

## Биография
Из потомственных дворян Рязанской губернии; внук генерала Алексея Петровича Муратова, избранного дворянством Пронского уезда своим предводителем. Крещён 5 (17) февраля в с. Юраково Пронского уезда.
Отец — Павел Алексеевич Муратов (9.8.1832 — до 28.1.1880), надворный советник.
Мать — Аглаида Фёдоровна Климова (29.4.1835 — ?).
Сёстры:
- Аглаида Павловна (7.6.1872 — ?)[3],
- Елена Павловна Муратова (18.1.1875—1921)[3] — актриса Московского Художественного Театра.

Жена — Мария Васильевна Ненарокова.
Дети: Тамара (21.11.1894 — ?), Нина (9.3.1896 — ?), Марина (3.5.1902 — ?).
В 1889 году, по окончании Императорского училища правоведения, произведён в титулярные советники. Служил в Кутаисской губернии (Кутаисский, Шорапанский уезды, Сенаки), где занимал должности помощника мирового судьи, судебного следователя. С 5 апреля 1893 года — судебный следователь в Покровском уезде, с 25 мая 1894 — товарищ прокурора Владимирского окружного суда. 12.1.1895 произведён в коллежские асессоры, 12.03.1896 — в надворные советники.
С 13 марта 1899 — товарищ прокурора Московского окружного суда; спустя год (3.6.1900) пожалован в коллежские советники.
С 5 декабря 1903 года — прокурор Тверского (статский советник с 12.12.1903), с 29 января 1905 — прокурор Ярославского окружного суда.
Со 2 сентября 1906 года исполнял должность тамбовского губернатора (с 22 января 1908 — полноправный глава губернии). В обстановке революционного террора (убийства вице-губернатора Н. Е. Богдановича 17.12.1905, губернатора В. Ф. фон дер Лауница 3.1.1907, советника Г. Н. Луженовского 10.2.1906) пресекал не только революционное, но и любое оппозиционное движение.
Оказывал содействие целому ряду активно работавших общественных организаций — Тамбовской учёной архивной комиссии (состоял её почётным членом), военно-историческому обществу, певческому обществу, комитету народной трезвости. Председательствовал в Тамбовском губернском попечительстве детских приютов, в губернском комитете по призрению детей, чьи родители погибли в войне с Японией. В 1908 году выступил инициатором чествования георгиевских кавалеров русско-японской войны. Организовал в Моршанске работу водопровода и пуск электрической станции. В средних учебных заведениях Тамбова была учреждена стипендия имени Н. П. Муратова.
В 1912 году, когда граф Константин Александрович Бенкендорф был переизбран моршанским уездным предводителем дворянства, Муратов не утвердил Бенкендорфа в этой должности. Это вызвало конфликт между Муратовым и частью дворянства губернии. Бенкендорфа поддержали Н. Н. Чолокаев, В. М. Андреевский, В. М. Волконский и Ю. В. Давыдов. В результате этого конфликта Муратов был переведён из Тамбова в Курск.
7 (20) мая 1912 года Муратов был назначен на губернаторскую должность в Курск. В 1914 году возглавлял в Курске «патриотические» демонстрации; под предлогом объявленного «Положения усиленной охраны» запретил выписку прогрессивных печатных изданий, способствовал распространению черносотенских изданий «Союз русского народа», «Курская быль» и других.
В январе 1915 года назначен членом Совета министерства внутренних дел; заведовал продовольственным делом в Российской империи, председательствовал в межведомственном совещании по продовольственному делу.
По предложению министра внутренних дел А. Н. Хвостова в ноябре 1915 года назначен членом Государственного Совета. Необходимость этого назначения А. Н. Хвостов мотивировал императору тем, что Н. П. Муратов «нужен для выступлений в Государственном совете как выдающийся партийный оратор».
Революция 1917 года оборвала карьеру Муратова. В послереволюционное время он подвергался репрессиям. Жил с семьёй в Москве, снимался в кино.
В начале 1920-х годов написал воспоминания, бо́льшая часть которых посвящена его деятельности в Тамбове.

## Сочинения
Источник — Электронные каталоги РНБ
- Лекции по уголовному праву, читанные во Владимирской школе полицейских урядников товарищем прокурора Владимирского окружного суда Н. П. Муратовым. — Владимир : типо-лит. Владимирского губернского правления, 1899. — 26 с.
- Муратов Н. П. 1812 г.: Ист. обзор Отечественной войны и её причин. — Тамбов : Тамбов. учен. архив. комис., 1912. — 4+186+2+31 с.
  -  — 2-е изд., знач. доп. — Тамбов : Тамбов. учен. архив. комис., 1912. — 4+192+2+31 с.
- Муратов Н. П. Речь почетного члена Тамбовской ученой архивной комиссии Н. П. Муратова об отечественной войне 1812 года, произнесенная в г. Тамбове, в залах Духовной семинарии и Дворянского собрания 8 и 11 марта 1912 года. — Тамбов : электро-тип. Губ. правл., 1912. — 69 с.
- Муратов Н. П. Романовы. [1613 г. — 1913 г.] : Речь Н. П. Муратова, произнес. на торжеств. акте 21 февр. 1913 г. в зале Курского дворянского собрания. — Курск : В. Н. Якушев, 1913. — 18 с.
- Муратов Н. П. Козьма Минин. [Ист.-биогр. очерк]. — Пг.: Ком. нар. изд-во, 1916. — 31 с.
- Муратов Н. П. Записки тамбовского губернатора. — Тамбов, 2007.

## Награды
- орден Святой Анны 3-й степени (1.1.1903);
- орден Святой Анны 2-й степени (1.1.1905);
- орден Святой Анны 1-й степени[3];
- Почётный гражданин города Моршанска (1909)[7]
- Почётный гражданин города Тамбова (1912)[5][6];
- орден Святого Станислава 1-й степени (1913);
- орден Святого Владимира 2-й степени (1917)[3].